# Lecane branchicola
Lecane branchicola är en hjuldjursart som först beskrevs av Piovanelli 1903.  Lecane branchicola ingår i släktet Lecane och familjen Lecanidae. Inga underarter finns listade i Catalogue of Life.